# Vorsperre Thoßfell
Die Vorsperre Thoßfell ist eine der beiden Vorsperren der Talsperre Pöhl. Das Absperrbauwerk ist eine vorgespannte Staumauer aus Beton im Tal der Trieb.

## Staumauer
Die Staumauer ist eine gerade, schlanke 21 m hohe Gewichtsstaumauer, die planmäßig mit Vorspanngliedern im Untergrund verankert ist, eine Bauweise, die einzigartig in Deutschland ist. Sonst gibt es lediglich einige Gewichtsstaumauern, die mit Hilfe von Vorspannankern nachträglich verstärkt wurden.

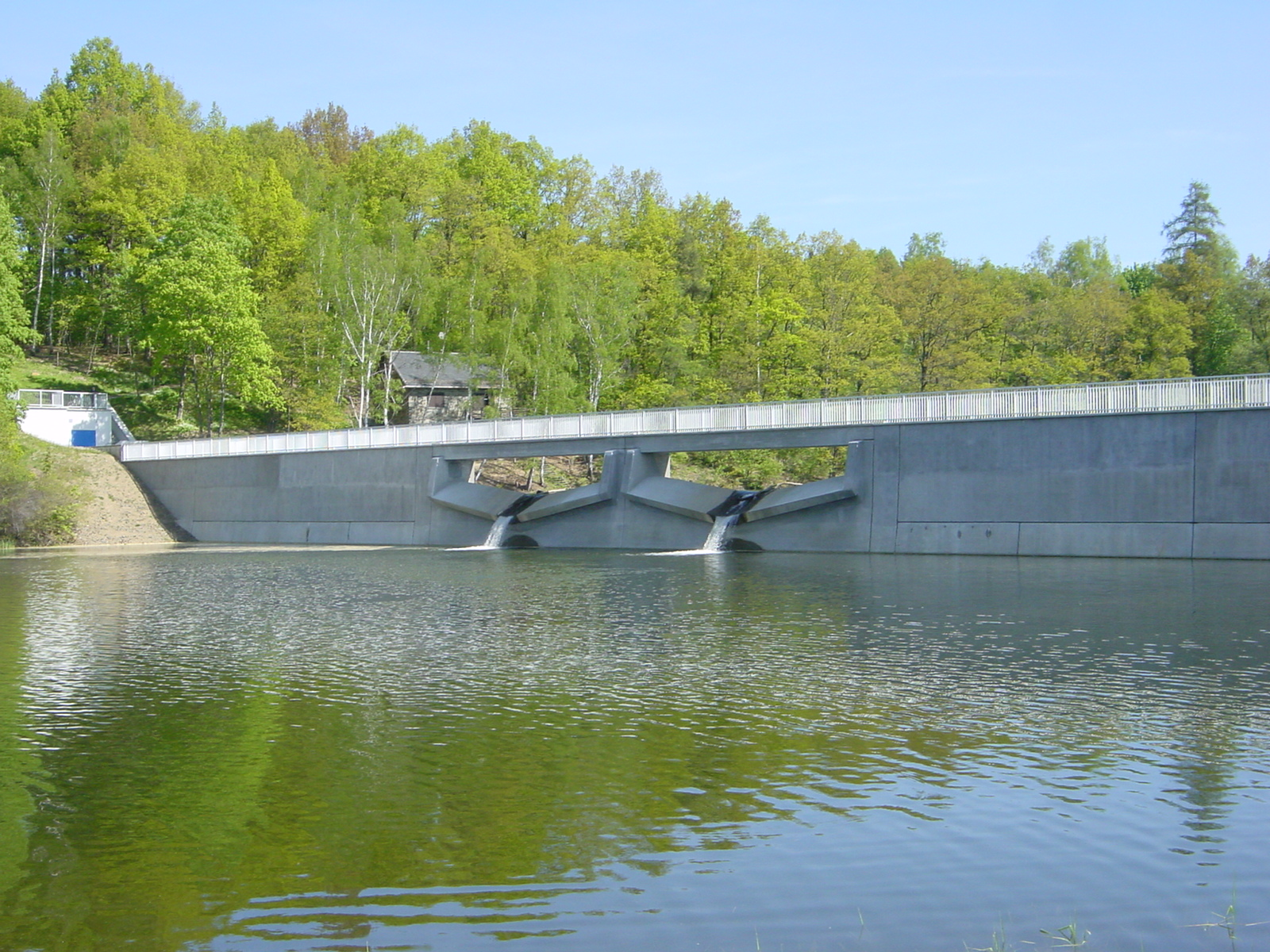
Staumauer der Vorsperre Thoßfell

In Höhe des Stauziels hat die Staumauer in der Mitte zwei große Durchlässe, die als Überlauf und Hochwasserentlastung dienen. Im Regelfall staut man die Vorsperre bis zum Vollstau und lässt sie überlaufen. Für Havariefälle oder zum Zweck einer Absenkung ist ein Grundablass vorhanden.
Die zweite, kleinere Vorsperre Neuensalz ist in gleicher Bauweise gebaut, hat aber nur einen Überlauf. Beide Staumauern sind von der Luftseite her durch die Talsperre Pöhl eingestaut. Nur bei Niedrigwasser in der Talsperre Pöhl sind die Tosbecken zu sehen.
Freizeitsport ist auf dem Stausee Pöhl bis hin zu den beiden Vorsperren möglich, in den Vorsperren selbst jedoch nicht.